# Ан-де-Зюве
Ан-де-Зюве (нід. Aan de Zuwe) — селище в нідерландській провінції Утрехт. Входить до муніципалітету Де-Ронде-Венен.